# Владычкино (Ленинградская область)
Владычкино — деревня в Мшинском сельском поселении Лужского района Ленинградской области.

## Название
Происходит от того, что вместе с рядом других земель деревня принадлежала новгородскому архиепископу — «владыке», была «владычным владением».

## История
Деревня Владыкино упоминается на карте Санкт-Петербургской губернии Я. Ф. Шмидта 1770 года.
Как деревня Владыкина она обозначена на карте Санкт-Петербургской губернии 1792 года, А. М. Вильбрехта.
Деревня Владычкина упомянута на карте Санкт-Петербургской губернии Ф. Ф. Шуберта 1834 года.

ВЛАДЫЧКИНО — деревня принадлежит Ораниенбаумскому дворцовому правлению, число жителей по ревизии: 61 м. п., 85 ж. п. (1838 год)

Как деревня Владычкина она отмечена на карте профессора С. С. Куторги 1852 года.

ВЛАДЫЧКИНО — деревня Дворцового правления, по просёлочной дороге, число дворов — 22, число душ — 70 м. п. (1856 год)

ВЛАДЫЧКИНО — деревня Дворцового ведомства при колодцах, число дворов — 22, число жителей: 83 м. п., 84 ж. п. (1862 год)

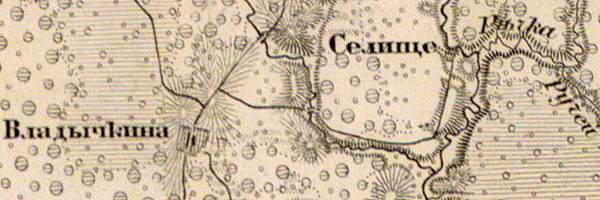
Деревня Владычкино на карте 1863 года

Согласно карте из «Исторического атласа Санкт-Петербургской Губернии» 1863 года деревня называлась Владычкина.
В XIX — начале XX века деревня административно относилась к Луговской волости 1-го земского участка 1-го стана Лужского уезда Санкт-Петербургской губернии.
По данным «Памятной книжки Санкт-Петербургской губернии» за 1905 год деревня Владычкино входила во Владычинское сельское общество.
С 1917 по 1926 год деревня Владычкино входила в состав Владычкинского сельсовета Луговской волости Лужского уезда.
С 1926 года, в составе Толмачёвской волости.
С 1927 года, в составе Лужского района.
С 1928 года, в составе Пехенецкого сельсовета. В 1928 году население деревни Владычкино составляло 297 человек.
С 1932 года, в составе Красногвардейского района.
По данным 1933 года деревня Владычкино являлась административным центром Пехенецкого сельсовета Красногвардейского района, в который входили 6 населённых пунктов: деревни Владычкино, Лужки, Малая Ящера, Мхи, Пехенец, Селищи, общей численностью населения 1763 человека.
Деревня была освобождена от немецко-фашистских оккупантов 4 февраля 1944 года.
В 1958 году население деревни Владычкино составляло 162 человека.
С июля 1959 года, в составе Мшинского сельсовета Гатчинского района.
С февраля 1963 года, в составе Мшинского сельсовета Лужского района.
По данным 1966, 1973 и 1990 годов деревня Владычкино также входила в состав Мшинского сельсовета.
По данным 1997 года в деревне Владычкино Мшинской волости проживали 23 человека, в 2002 году — также 23 человека (все русские).
В 2007 году в деревне Владычкино Мшинского СП проживали 12 человек.

## География
Деревня расположена в северной части района на автодороге 41К-678 (Красный Маяк — автодорога «Псков»), к востоку от посёлка Мшинская.
Расстояние до административного центра поселения — 15 км.
Расстояние до ближайшей железнодорожной станции Мшинская — 17 км.
Деревня находится на правом берегу реки Владычкинская, к западу от деревни протекает ручей Пехенецкий.

## Демография
| 1838 | 1862 | 1928 | 1958 | 1997 | 2007 | 2010 |
| ---- | ---- | ---- | ---- | ---- | ---- | ---- |
| 146  | ↗167 | ↗297 | ↘162 | ↘23  | ↘12  | ↗28  |
| 2017 |      |      |      |      |      |      |
| ↘17  |      |      |      |      |      |      |